# Krapperups slott

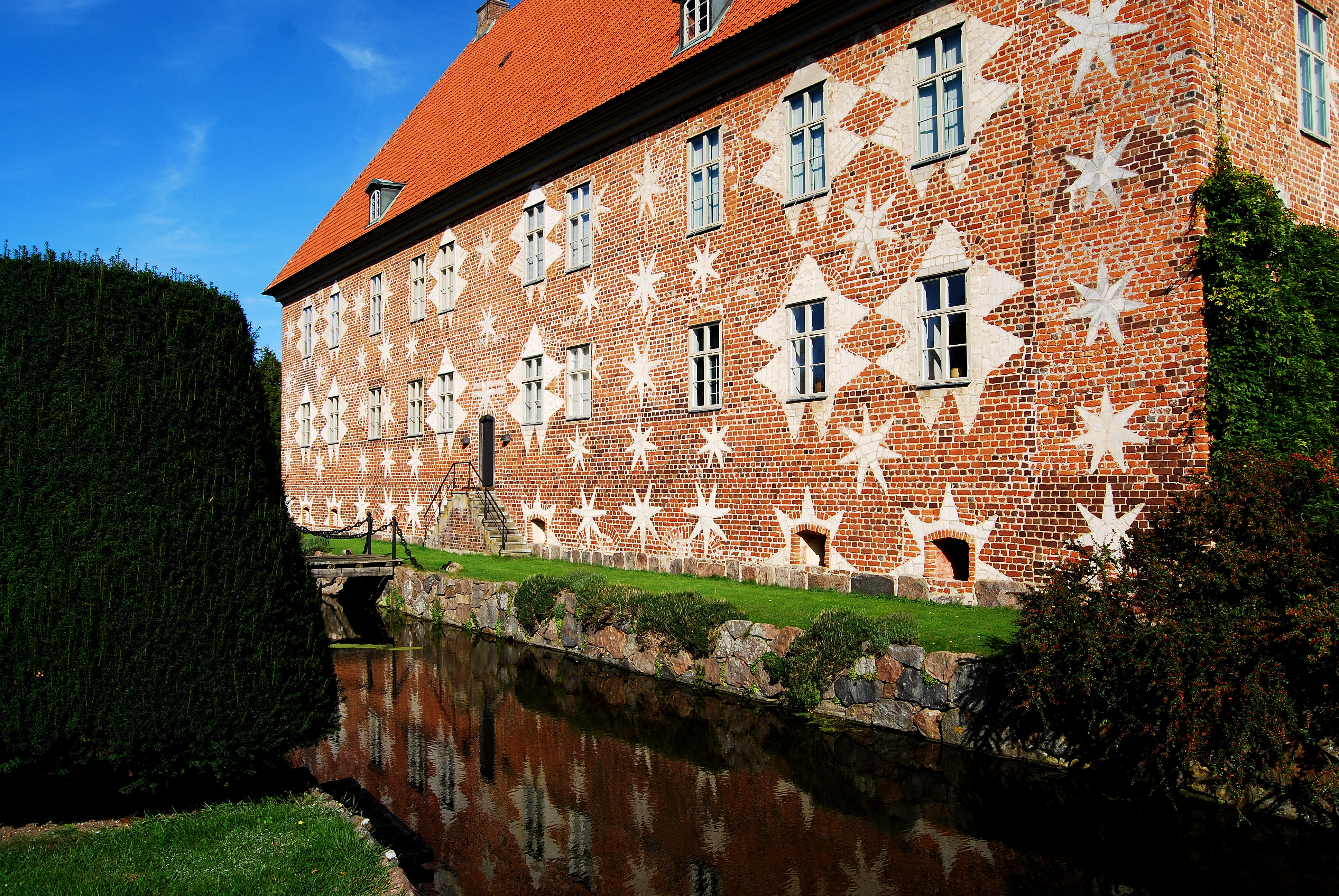
Slottet med vallgrav

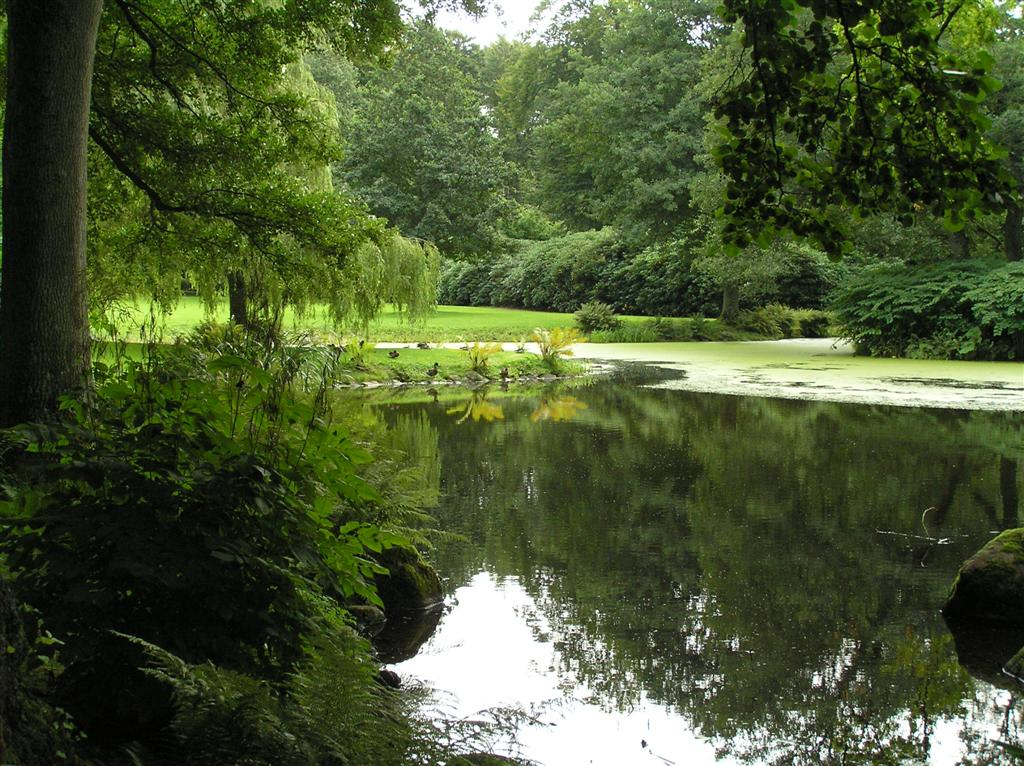
Del av parken vid Krapperup

Krapperup är ett slott i Brunnby socken, Höganäs kommun. Den är en av Skånes äldsta och historiskt sett viktigaste sätesgårdar med anor från 1300-talet. Idag ägs och drivs godset av Gyllenstiernska Krapperupsstiftelsen. Slottet har en naturromantisk park med porlande bäckar, slingrande stigar och flera exotiska träd.
Kullens konstförening använder det gamla stallet längs vägen som konsthall. I den före detta smedjan på innergården finns slottsbod och kaffestuga. Kostallet är ombyggt till musikhall där konserter anordnas sommartid. Krapperup räknas som en sevärdhet av Michelin-guiden.

## Historia

### 1300-talet: Den ursprungliga borgen
Den ursprungliga borgbyggnaden tillkom mellan åren 1314 och 1353. Byggherre var en herr Johannes Jonaesson (på danska Jens Jenssøn), som tidigare haft sin sätesgård nära Brunnby. Ett rektangulärt stenhus, innehållande borgherrens bostad och festsal, utgjorde huvudbyggnaden. Omkring detta stenhus uppfördes ekonomibyggnader av olika slag, såsom kokhus och förråd. Kring 1300-talets mitt började man att befästa borgen med ringmur, porttorn, vallgrav och vindbrygga. Nya ekonomibyggnader av sten, tegel och korsvirke uppfördes innanför ringmuren.
Vid 1300-talets början utgjorde boskapsskötsel huvudnäringen. Härvid användes den fäladsmark som fortfarande finns kvar inom mindre områden. Mot slutet av 1300-talet blev spannmålsodling en viktigare del av borgens verksamhet.
Vid arkeologiska utgrävningar av borggården under åren 1996–1997 påträffades delar av 1300-talsborgen.

### 1500-talet: Renässansborgen
Vid 1500-talets mitt uppfördes det stora rektangulära tegelhus som fortfarande är Krapperups huvudbyggnad. Huset är byggt i renässansstil. Byggherre var möjligen Anne Olufsdatter Krognos, men detta vet man inte helt säkert. Ett åttakantigt torn, sex våningar högt, uppfördes i sydöstra delen. Samtidigt som den nya huvudbyggnaden uppfördes fanns den medeltida borgen kvar till omkring 1630.
De sjuuddiga kritstensstjärnorna i fasaden, det gyllenstiernska familjevapnet, tillkom i början av 1600-talet. Man tror att det är Hendrik Gyldenstierne, som under en tid som förvaltare (1624–1629), anlagt dessa stjärnor. Ungefär 1630 revs den gamla borgen, och den södra flygeln uppfördes därefter.

### 1600-tal: Barockslottet
När grevinnan Maria Sofia De la Gardie (1627–1694) köpte slottet av Henrik Rantzau, ingick detta som en del i svenska statens försvenskning av Skåne. Svenska adelsätter började nu ta över de skånska slott och gods som tidigare hade ägts av den dansk-skånska adeln. De la Gardie köpte även stenkolsbrott i Tinkarp och bedrev där gruvdrift. Kolet skulle användas vid driften av Kullens fyr och andra fyrar, vilka grevinnan erhöll fyrningskontrakt på.
Under grevinnan De la Gardies tid byggdes slottet om i barockstil. Detta innebar bland annat ett nytt valmat tak på huvudbyggnaden med en central lanternin, höjande av våningsplanen i den södra flygeln, och anläggande av en barockträdgård.

### 1700-tal: Rokokopalatset
År 1702 köptes slottet av köpmannen Henrik Jakob Hildebrand. Slottet hade då fått förfalla under några år, och Hildebrand lät sätta det i stånd. Huvudbyggnadens tredje våning revs, de båda flyglarna byggdes om, varvid den södra fick ett sadeltak, och den norra byggdes på med en våning. Exteriören avviker därmed inte mycket från dagens utseende.
Efter Henrik Jakob Hildebrand ägdes godset av svärsonen, lingvisten Johan Gabriel Sparfwenfeldt under några år, senare dennes dotter Christina. År 1734 blev bröderna Petter Gotthard och Johan Henrich von Kochen ägare till godset.
Carl von Linné besökte Krapperup under sin Skånska resa den 14 juli 1749, och inleder sin beskrivning på följande vis:
| ”                                     | Krapparp s. Krapperup, som med underliggande gods hölt 2½ adelsryttare, herr kapten von Kochen tillhörig, låg vid Viken söder om Kullen, där han skjuter ut i havet mot väster. Huset grundmurat omgiver gården på 3 sidor och förmentes vara tvåhundrade år gammalt. Ett åttkantigt murat torn stod vid södra hörnet och ett dylikt på ändan av södra flygeln. Gården var omgiven med en djup grav. | „ |
| – Carl von Linné: Skånska resan, 1749 | |   |

Petter Gotthard von Kochen lät restaurera Krapperup på 1750- och 1760-talen. Detta gjorde han under en tid då rokokon var högsta mode, och detta avspeglar sig bland annat i representationsvåningens olika inredningsdetaljer. von Kochen gjorde Krapperup till fideikommiss för sin brorson Christoffer von Kochen och dennes arvingar. 
Christopher von Kochen fortsatte ombyggnationerna. Han lät bygga om slottets innanmäte till att bli representativt och modernt. Detta åstadkom han genom bland annat en ny stor trappa mellan våningsplanen och anläggandet av en sällskapsvåning med rum i fil på övre planet. Den norra gästrumsflygeln inreddes vid denna tid. Huvudingången markerades med en risalit, krönt av en segmentbåge. En ny välvd stenbro byggdes över vallgraven. Något senare, på 1790-talet, togs tornen ner, flyglarna byggdes om, och den gamla borggårdsmuren revs. Istället anlades en låg mur med grindstolpar och smidesportar. Vid samma tid tillkom de gråstensbyggnader som utgjorde stall och ladugård.

### 1800- och 1900-talens Krapperup

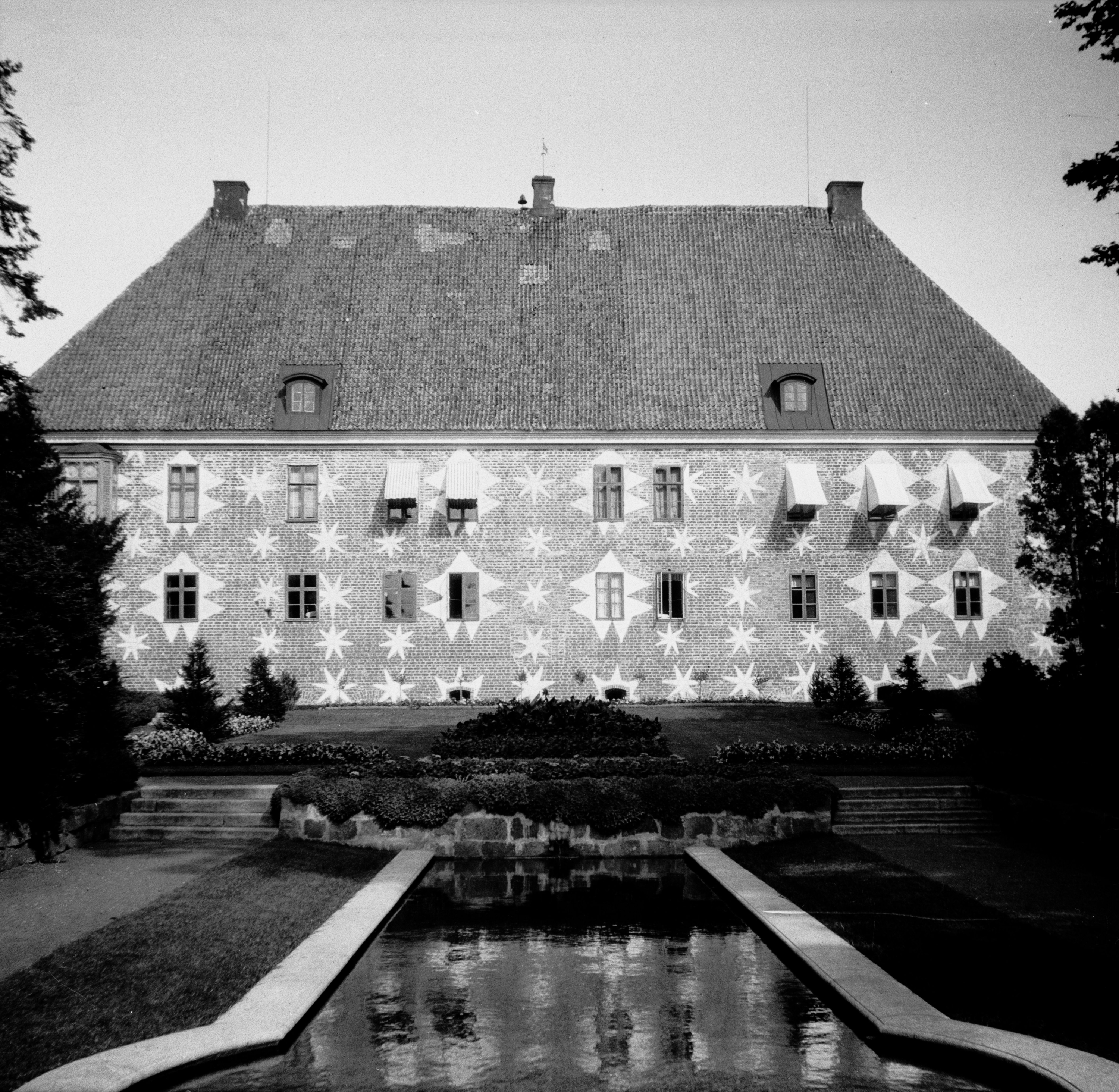
Huvudbyggnaden, tidigt 1900-tal.

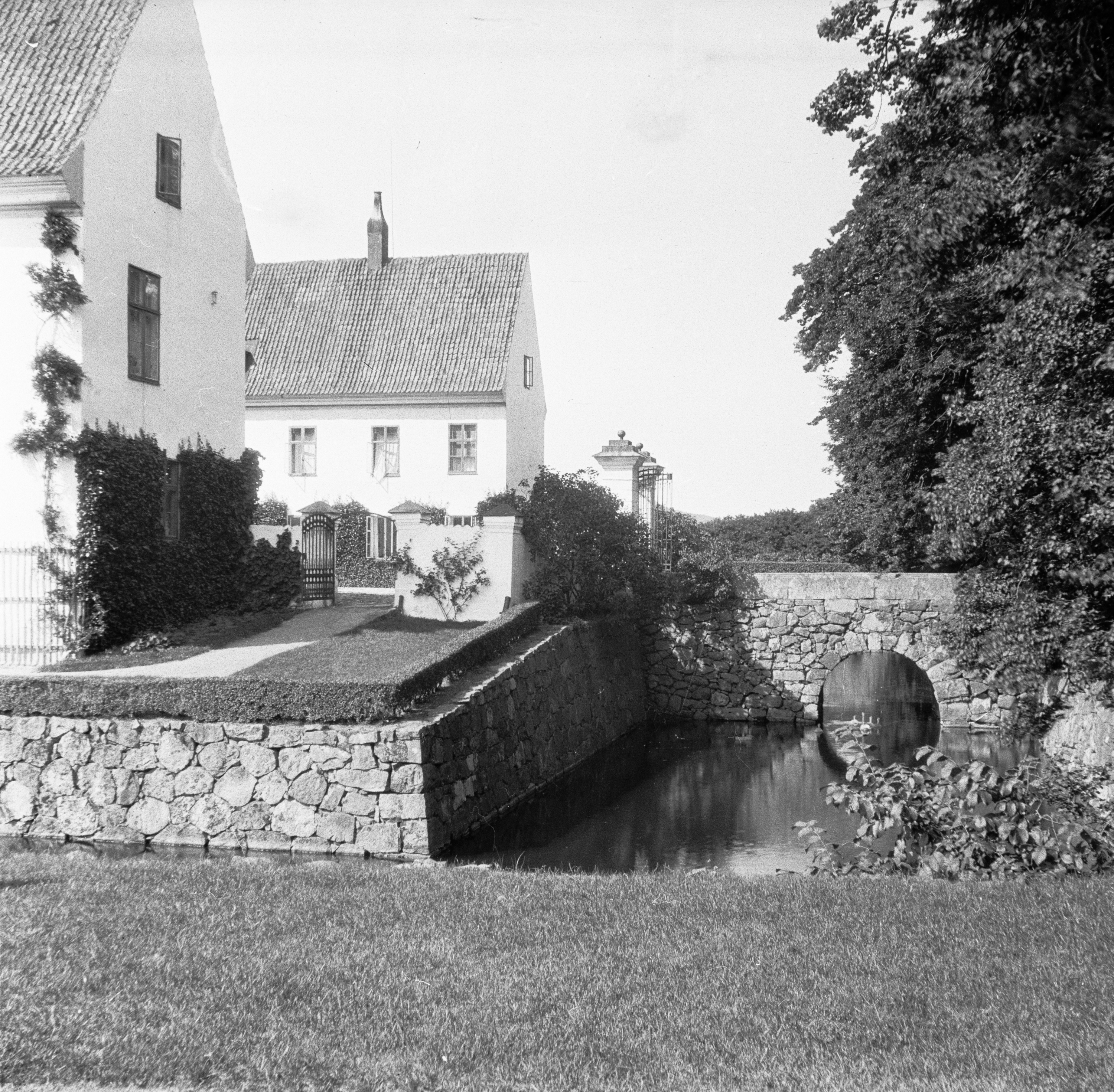
Flyglarna, tidigt 1900-tal.

Efter Christopher von Kochens död 1809 övergick fideikommisset till svärsonen Carl Christoffer Gyllenstierna, gift med Antoinette von Kochen. Deras son Nils Christoffer Gyllenstierna studerade biologi och zoologi i Uppsala. Han hade kontakter med flera av tidens största vetenskapsmän inom området, bland andra Sven Nilsson. Under Nils Christoffer Gyllenstiernas tid byggdes trädgården på Krapperup ut. Flera exotiska växter och träd planterades. I mitten av 1800-talet skedde en ombyggnad av södra flygeln, då nuvarande rumsindelning och fönstersättning kom på plats.
I mitten av 1800-talet avskaffades hoveriet. Därmed försvann dagsverkena och bönderna fick istället erlägga arrende med kontanta avgifter. Under denna tid dränerades mycket av fäladsmarkerna, som på så sätt kunde användas för spannmålsodling. Storskiftet genomfördes på Krapperup mellan 1830 och 1870, vilket bidrog till ett effektivare jordbruk.
Kring sekelskiftet 1900 ökade turismen vid Kullaberg. Nils Gyllenstierna ökade arrendeavgifterna för att även han skulle få del av de växande inkomsterna. Detta ledde till en debatt i riksdagen om arrendatorers rätt att få köpa ut sin mark, vilket slutligen resulterade i en "Lex Mölle" år 1917. Denna gav arrendatorer rätt att friköpa sin mark.
Eftersom manliga arvingar saknades, överlät den siste fideikommissarien Gustaf Gyllenstierna 1967 godset till den Gyllenstiernska Krapperupsstiftelsen.
Under 1900-talet moderniserades lantbruket på Krapperup ytterligare. Nya jordbruksmaskiner införskaffades, och personal kunde minskas. Djurhållning, såsom mjölkproduktion och grisuppfödning, avvecklades under senare delen av 1900-talet. Idag odlas grönsaker, spannmål, raps och sockerbetor på Krapperups ägor.
Egendomens totala markareal var år 2013 2750 ha, därav 910 ha åkermark, varav 360 ha var utarrenderade. 80 procent av marken utgörs av naturreservat, beläget inom Östra Kullaberg. Personalstyrkan inom lantbruket är 3–4 personer.

## Slottets innanmäte
I mittpartiet bestäms planindelningen av renässansens korridorliknande förstugor. I övrigt har Petter Gotthard von Kochens restaurering under 1750–1760-talen, då rokoko-stilen var på modet, satt sin prägel på inredningen.
I slottets mittparti är förstugan och en dubbelsidig trappa till ovanvåningen belägna. Från förstugan finns åt söder förbindelse mot kök och ekonomiutrymmen. Åt norr ligger biblioteket som innehåller en del av fältmarskalken Johan Christopher Tolls boksamling. Där finns även ett slottsmuseum. I bottenvåningens mittparti ligger "vapenrummet" med utgång mot parken i väster.
I övre våningen kommer man via dubbeltrappan först upp till en långsmal hall med fönster åt borggården. Här hänger ett antal porträtt över tidigare ägare till egendomen. I söder ansluter hallen till matsalen, som tidigare i slottets historia utgjordes av "gröna salen". Porträttgalleriet fortsätter i detta rum. I övre våningen ligger också ett antal representationsrum, vettande mot parken. Det första av dessa är det blå rummet, vars väggar är djupblå med sjuuddiga stjärnor.  Salongen med avrundade hörn och en originell kakelugn inreddes på 1880-talet. Vidare finns i övre våningen ett förmak och ett kabinett i slottets nordvästra hörn, det sistnämnda inrett på 1880-talet som friherrinnans skrivrum. Huvudbyggnadens interiörer är präglade av oskariansk inredningssmak.
I södra flygelns övervåning fanns fideikommissariens privata bostad, och i den norra flygeln fanns gästrummen. I en brandsäker källare finns gårdsarkivet.

## Övriga byggnader

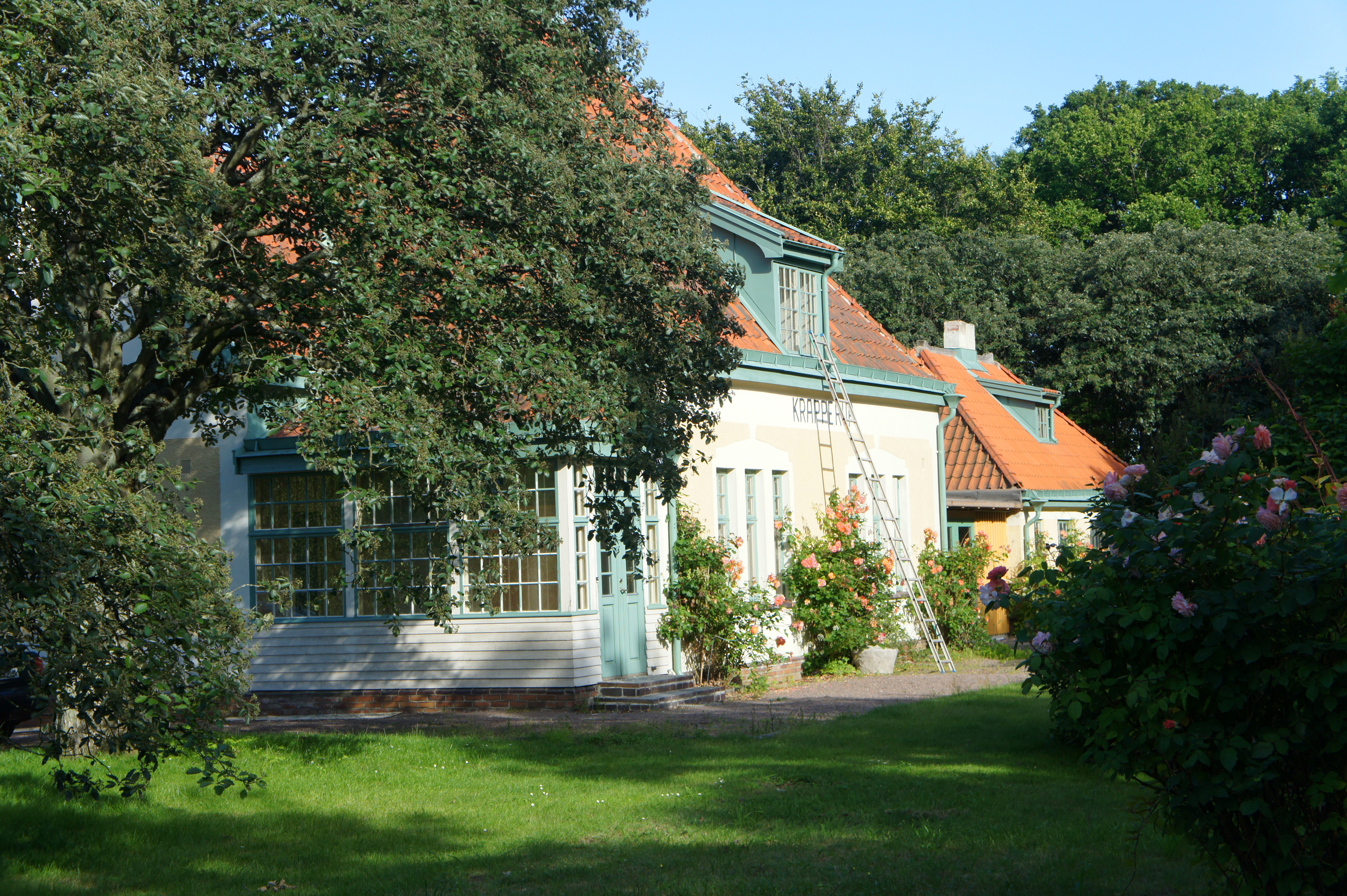
Krapperups stationshus nära Lerhamn.

Södra yttre borggårdslängan: uppförd 1807 som stall för vagns- och ridhästar. Numera används huset av trädgårdspersonalen.
Bränneriet: Stenhuset mot vägen uppfördes 1788 som bränneri. Från 1850 fanns här gårdens mejeri. Idag används huset delvis som tjänstebostad.
Stallplan med konsthall, museum och musikhall: Norr om yttre borggården ligger Stallplan. I söder finns norra yttre borggårdslängan uppförd som kostall 1812, nu använd för musik och teater. Gråstensbyggnaden åt öster på stallplan, längs vägen, är från 1850 och rymmer konsthall och museum. Här var stall för ungnöt och arbetshästar och en tid på 1970-talet hönseri. Konsthallen drivs av Kullens Konstförening. Korsvirkeslängan, som avgränsar Stallplan från rosengården, är det gamla grishuset. Här och i det norra korsvirkeshuset, förr gårdens verkstad, finns nu café och en konstbutik.
Bräcke mölla, som ligger några hundra meter söder om Krapperup, har tidigare ägts av slottsherrarna i Krapperup men den nuvarande möllan ägs av Kullens hembygdsförening.
Krapperups stationshus ligger i utkanten av anläggningarna, nära Lerhamn. Stationen låg förr vid Möllebanan, som lades ner år 1963.
Krapperup har traditionellt sett stöttat och finansierat Brunnby kyrka och Arilds kapell. Godset har haft ett stort innehav av gårdar i framför allt Kullabygden och Brunnby socken. Fiskebyarna Mölle och Arild har mer eller mindre varit i slottets ägo och byborna har betalat arrende till slottsherrarna i Krapperup.

## Parkanläggningarna
Parken anlades möjligen från början av Maria Sofia De la Gardie på 1600-talet, då i barockstil. En teckning av Gerhard von Buhrman från denna tid finns bevarad. Efterhand har trädgården förändrats efter rådande stilarter. På 1700-talet var trädgården en nyttoträdgård, omvittnat av Carl von Linné:
| ”                                             | Trädgården i Krapparp innehölt 300 stycken fruktträn med en myckenhet av lavendel och vita liljor. Lök såddes här rätt mycken, den fiskarena behövde till sin färska fisk. I denna trädgård sades ett helt skålpund tymjansfrö vara en vår utsått, vilket är en ibland de största doses för en trädgårdsmästare. | „ |
| – Carl von Linné: Skånska resan, 14 juli 1749 | |   |

På 1800-talet övergick nyttoträdgården i den engelska trädgårdsstilen.  Det var paret Ellen och Nils Gyllenstierna, som i slutet av 1800-talet lät anlägga den park som ännu finns idag. Inspirationskällor var bland annat Sofiero och Norrvikens trädgårdar. Man konsulterade den danske trädgårdsarkitekten Edvard Glæsel, som bland annat anlade rosengården och rhododendrongången. Glæsels elev Jens Peder Andersen fortsatte arbetet genom att anlägga formträdgården med nyckeldammen, den stora gräsmattan i väster, spegeldammen med ön, samt den flerstammiga alen.
Parken utnyttjar på ett effektfullt sätt höjdskillnaderna i marken. Den består idag av följande delar:
Bleken ligger längst åt söder utmed Länsväg 111. Där finns en karpdamm som kallas Stutadammen.
Lärkplan ligger i sydväst. Den har fått sitt namn efter den vidkroniga lärk som ligger mitt på gräsmattan.
Stora gräsmattan ligger i väst, nedanför slottets huvudbyggnad. I dess södra begränsning ligger rhododendrongången med springvattenrundeln. Längst ner på Stora gräsmattan ligger Guldfiskdammen med Kina-inspirerade röda broar där fåglar av olika sorter trivs.
Rosenträdgården med omgivande buxbomsplantering ligger omedelbart norr om slottet. Där fanns tidigare en kryddträdgård. Köksträdgården med växthus ansluter ytterligare norrut. Den sistnämnda är stängd för allmänheten.

## Ägarlängd
Källor: 
1. ? – Johannes Jonaesson (Jens Jensen) 1300-tal
2. 1353 – Stig Pedersen Krognos
3. 1354 – Peder Stigsen Krognos
4. 1387 – Stig Pedersen (d.y.) Krognos till Togæthorp
5. 1419 – Oluf Stigsen Krognos, död 1426
6. 1457 – Stig Olufsen Krognos, död 1461 (g.m. Barbara Brahe)
7. ca 1460 – Oluf Stigsen (d.y.) Krognos, död 1506
8. 1506 – Anne Olufsdatter Krognos (1497–1671). Gift med Claus Podebusk, död 1540.
9. 1540 – Mourids Clausen Podebusk, sålde slottet till sin svåger Fredrik Rantzau
10. 1593 – Claus Mouridsen Podebusk, "den rike"
11. 1616 – Margrete Clausdatter Podebusk, till Krapperup, Bollerup och Markie. G.m. Fredrik Rantzau.
12. 1640? – Fredrik Rantzau, därefter dennes änka i 2:a giftet, Ide Ottesdatter Skeel
13. 1650? – Henrik Rantzau (1630–1687), siste danske ägare, sålde Krapperup år 1667 till:
14. 1667 – Maria Sofia De la Gardie, (1627–1694)
15. 1694 – Christopher Gyllenstierna och Gustaf Pedersen Banér, svärsöner till den förutnämnda.
16. 1702 – Henrik Jakob Hildebrand
17. 1714 – Antoinetta Sofia Hildebrand, g.m. Johan Gabriel Sparfwenfeldt
18. 1727 – Christina Sparfwenfeldt, dotter till förutnämnda, gift med Anders von Düben den yngre. Slottet såldes 1728, men köpet gick tillbaka.
19. 1732 – Gustaf Adam Taube af Kudding
20. 1734 – Petter Gotthard von Kochen (död 1764) tillsammans med sin bror Johan Henrik, vilken utköptes år 1755. Instiftade fideikommisset.
21. 1764 – Christopher von Kochen, den förutnämndes brorson.
22. 1809 – Antoinette von Kochen (1768–1841), gift med Carl Christoffer Gyllenstierna af Lundholm (1768–1841)
23. 1841 –  Nils Christoffer Gyllenstierna (1789–1865), kammarherre, till Frösåker och Bjersgård
24. 1865 – Carl Gyllenstierna (1819–1866)
25. 1865 – Nils Gyllenstierna (1855–1926), hovjägmästare
26. 1926 – Eric Gyllenstierna (1882–1940), envoyé
27. 1940 – Carl Gyllenstierna, bror till den förutnämnde
28. 1951 – Gustaf Gyllenstierna (1891–1976), bror till den förutnämnde, siste fideikommissarien. Överlät slottet 1967 till den Gyllenstiernska Krapperupsstiftelsen.
29. 1976 – Wanda Gyllenstierna (1917–1982), dotter till Eric Gyllenstierna

## Gyllenstiernska Krapperupsstiftelsen
Gyllenstiernska Krapperupsstiftelsen är sedan 1967 ägare till Krapperups slott med dess markområden och övriga fastigheter. Stiftelsen är en rörelsedrivande stiftelse med ett aktieinnehav på 288 miljoner kronor i januari 2011.
Stiftelsen har till ändamål att förutom vissa humanitära åligganden i hemförsamlingen stödja vetenskap och forskning. Detta sker genom utdelande av fondmedel, men även genom anordnande av tvärvetenskapliga symposier. Stiftelsen publicerar även forskningsrön rörande godsets historia och kulturhistoria.

### Aktiviteter för allmänheten
- Krapperups park är öppen för allmänheten året runt.
- Visningar av borgen kan ske för föranmälda grupper.[11]
- Konsthall, kafé och butiker finns på Stallplan.
- I samma hus som konsthallen finns en basutställning om slottet och om Kullabygden.
- Krapperups musikhall ger konserter och teaterföreställningar enligt annonsering.

## Övrigt
Edvard Perssons film Livet på Landet från 1943 spelades delvis in på Krapperup.